# Gyulagarak
Gyulagarak (in armeno Գյուլագարակ?) è un comune di 2 290 abitanti (2008) della Provincia di Lori in Armenia.